# Amanda Kessel
Amanda Kessel (Madison, 28 agosto 1991) è una hockeista su ghiaccio statunitense.

## Palmarès

### Olimpiadi invernali
- 2 medaglie:
  - 1 oro (Pyeongchang 2018)
  - 1 argento (Soči 2014)

### Mondiali
- 3 medaglie:
  - 2 ori (Canada 2013; Stati Uniti 2017)
  - 1 argento (Stati Uniti 2012)